# San Vicente de Mondoñedo
Mondoñedo (llamada oficialmente San Vicente de Trigás) es una parroquia española del municipio de Mondoñedo, en la provincia de Lugo, Galicia.

## Otras denominaciones
La parroquia también es conocida por el nombre de San Vicente de Mondoñedo.

## Límites
Limita al norte con Santiago de Mondoñedo y Nosa Señora dos Remedios; al sur con Cadavedo y Galgao; al este con Argomoso y Santiago de Afora y al oeste con Sasdónigas.

## Organización territorial
La parroquia está formada por cinco entidades de población:

### Entidades de población
Entidades de población que forman parte de la parroquia:
- Aldea (A Aldea)
- Combarro (O Combarro)
- San Vicente
- Valiña (A Valiña)

### Despoblado
Despoblado que forma parte de la parroquia:
- Pedroso (O Pedroso)

## Demografía
| Gráfica de evolución demográfica de Mondoñedo entre 2000 y 2020 |
|                                                                 |
| Datos según el nomenclátor publicado por el INE.                |